# De leukste thuisvideo's
De leukste thuisvideo's was een programma op de Nederlandse televisiezender Tien. Het programma werd iedere werkdag uitgezonden van 18:05 tot 19:00 uur. 
Het eerste seizoen werd het programma gepresenteerd door Charly Luske. Van april t/m augustus 2007 nam Anouk Smulders de presentatie voor haar rekening. Ditmaal werd het programma uitgezonden vanuit het landhuis waar eerder de serie Oud Geld was opgenomen.